# Ademar Júnior
Ademar José Tavares Júnior, mais conhecido como Ademar ou ainda Ademar Júnior (Jaboatão dos Guararapes, 20 de setembro de 1980), é um ex-futebolista brasileiro que atuou como lateral-esquerdo.

## Carreira
Ademar iniciou sua carreira atuando pelo Sport, onde atuou 123 vezes e foi campeão Pernambucano em 2003. No Náutico ficou marcado como o jogador que perdeu um dos pênaltis na conhecida Batalha dos Aflitos.
No dia 1 de junho de 2011, Milen Radukanov anunciou que Ademar assinou um contrato com o CSKA Sofia. No início de abril de 2012, ele sofreu uma lesão abdominal e teve que ser submetido a uma cirurgia em Istambul que o deixou fora até o final do ano. Eventualmente, seu contrato com o CSKA foi cancelado após algumas divergências financeiras com clube, e ele voltou para o Brasil.
O último time dele foi o Porto, de Caruaru, em 2013. Desde então ele não atua mais profissionalmente e mora em Recife.

## Instituto Ademar Junior
Após se aposentar do futebol profissional, Ademar iniciou um projeto social, intitulado "INSTITUTO ADEMAR JUNIOR", que atende cerca de 200 crianças e adolescentes, através da prática do futebol, na comunidade que Ademar cresceu em Jaboatão dos Guararapes.

## Títulos
Sport
- Campeonato Pernambucano de Futebol: 2003

CSKA Sofia
- Supercopa da Bulgária: 2011